# A Hồ-dinasztia fellegvára
A Hồ-dinasztia fellegvára (vietnámi nyelven: Thành nhà Hồ) Vietnám Thanh Hóa tartományában, Hà Nội városától mintegy 150 kilométerre északra található. 1395-ben épült Đại Việt védelmére, a kínai Ming-dinasztia támadása ellen. A fellegvár 2011 óta az UNESCO Világörökség része.